# Гиесу
Гиесу (кит. 傑書, маньчж. ᡤᡳᠶᡝᡧᡠ; 20 января 1645 — 1 апреля 1697) — маньчжурский князь и военачальник династии Цин, носивший титул — великий князь Кан (1659—1697). Дальний родственник цинского императора Канси.

## Родословная
Представитель маньчжурского правящего клана Айсин Гёро. Родился 20 января 1645 года. Третий сын князя Хусэ (祜塞; 1628—1646), внук Дайсаня (1583—1648), первого князя Ли, и правнук Нурхаци (1559—1626), основателя династии Цин. Его мать — хорчинская княжна из клана Борджигин.
Его отец, Хусэ, был восьмым сыном Дайсаня и носил титул — Фэнъэнь чжэньго гун или князь-защита. После смерти Хусэ в 1646 году его титул унаследовал его второй сын Цзинги (精濟; 1644—1649), который незадолго до 1649 года был произведен в цинван (князь второго ранга). Цзинги умер в июле 1649 года. Гиесу, которому тогда было всего четыре года, стал наследником княжеского титула Цзинги. В 1651 году Гиесуу было присвоено звание «Князь Кан второго ранга».
В 1659 году дядя Гиесу, Мандахай (滿達海; 1622—1652), был посмертно осужден и понижен в должности с цинвана (принца первого ранга) до бэйлэ (принца третьего ранга). Сын Мандахая, Чанъадай (常阿岱; 1643—1665), также был понижен в звании из цинвана до бэйлэ. Звание князя Ли, которое ранее принадлежало Мандахаю, затем было передано Гиесу, который унаследовал его под титулом князя Кана. Гиесу был повышен до звания «Князь Кан первого ранга».

## Карьера
В конце весны 1674 года князь Кан был назначен генералом и ему было приказано возглавить имперские войска в провинции Чжэцзян для подавления восстания Гэн Цзинчжуна, одного из «Трех феодалов». Среди его заместителей были Фулата, Лайта (賴塔), Лаха (喇哈) и Джиртаб (紀爾他布). На девятом месяце, когда принц Кан и его армия прибыли в Цзиньхуа, Гэн Цзинчжун уже завоевал Вэньчжоу, Чучжоу и другие города на юге провинции Чжэцзян. Некоторое время спустя военачальник Гэн Цзинчжуна Сюй Шанчао (徐尚朝) повел 50-тысячное войско в атаку на Цзиньхуа. В ответ князь Кан приказал Баяру (巴雅爾) и Махаде (馬哈達) возглавить имперские силы для борьбы с мятежниками. Силы Баяра и Махады разгромили У Жунсяня (吳榮先) и убили более 20 000 повстанцев. На 12-м месяце Сюй Шанчао лично возглавил 50-тысячное войско для нападения на деревни к югу от Цзиньхуа. Баяр и Чэнь Шикай (陳世凱) возглавили имперские войска, чтобы атаковать повстанцев, разбили их при Цзидаошань (積道山) и отбили у повстанцев уезды Юнкан и Цзиньюнь. Принц Кан победил Фан Маогона (方懋功) в Шанъюе и Фэн Гунфу (馮公輔) в Иу, отвоевав территории у повстанцев.
В 1675 году Махада и Ли Жун (李榮) победили Ша Юсяна (沙有祥) у хребта Таохуа (桃花嶺) и отбили Чучжоу у повстанцев. В следующем году князь Кан возглавил имперские войска через Чжэцзян и приготовился атаковать провинцию Фуцзянь, находившуюся под контролем повстанцев. Примерно в то же время Чжэн Цзин, правитель Королевства Дуннин на Тайване, оккупировал префектуры Чжанчжоу и Цюаньчжоу в провинции Фуцзянь. В этот момент повстанческим силам Гэн Цзинчжуна не хватало припасов. В девятом лунном месяце 1676 года князь Кан успешно отбил Цзяньян и вытеснил повстанцев в Цзяньнине и Яньпине. Чувствуя, что поражение неизбежно, Гэн Цзинчжун послал своего сына Гэн Сяньцзо (耿顯祚) встретиться с князем Каном и передать свое желание сдаться. Позже он лично сдался принцу Кану. На десятом месяце имперские силы принца Кана вошли в Фучжоу и полностью усмирили восстание Гэн Цзинчжуна.
В десятом лунном месяце 1676 года подчинённый Чжэн Цзина Сюй Яо (許耀) повёл 30-тысячное войско для атаки на Фучжоу. В ответ князь Кан приказал Лахаде (拉哈達) возглавить имперские силы для сопротивления силам Чжэна. Императорская армия одержала победу и отбила Нинхуа, Цинлю, Чантин и другие уезды. В первый месяц 1677 года Лахада и Лайта (賴塔) разбили силы Чжэн Цзина при Баймаошане (白茅山) и Тайпиншане (太平山) и отбили Синхуа (ныне часть Путяня и Сянью) от врага. Ко второму месяцу они вытеснили силы Чжэн Цзина из Цюаньчжоу и Чжанчжоу и усмирили большую часть провинции Фуцзянь. На четвертом месяце князь Кан написал отступившему в Сямэнь Чжэн Цзину письмо с просьбой сдаться. Чжэн Цзин отказался, поэтому князь Кан приготовился к нападению на Сямэнь. В то же время князь Кан также рекомендовал Яо Цишэна императорскому двору Цин на должность генерал-губернатора провинции Фуцзянь. К 1680 году Чжэн Цзин потерпел полное поражение в провинции Фуцзянь и был вынужден отступить с оставшимися силами обратно на Тайвань.
Князь Кан скончался 1 апреля 1697 года и был посмертно удостоен звания принца Кана первого ранга (康良親王). У него остались по крайней мере два сына, Чунтай (椿泰; ум. 1709) и Барту (巴爾圖; ум. 1753), которые последовательно унаследовали титул принца Кана от своего отца.

## Семья
От многочисленных жен и наложниц у Гиесу было пять сыновей (Нитаха, Яньтай, Чжаэрту, Барту и Чунтай).